# Araujoa
Araujoa is een vliegengeslacht uit de familie van de roofvliegen (Asilidae).

## Soorten
- A. pernambucana Artigas & Papavero, 1991